# Olios bivittatus
Olios bivittatus är en spindelart som beskrevs av Roewer 1951. Olios bivittatus ingår i släktet Olios och familjen jättekrabbspindlar.
Artens utbredningsområde är Guyana. Inga underarter finns listade i Catalogue of Life.